# Эскортные миноносцы типа «Раддероу»
Эскортные миноносцы типа «Раддероу» — серия эскортных миноносцев, построенных для ВМС США в 1943-1945 годах. Из них 22 были завершены как эскортные миноносцы, ещё 50 — быстроходные транспорты (APD) типа «Кросли». Один корабль был переоборудован в APD после завершения. Во время Второй мировой войны использовались для сопровождения конвоев и как противолодочные корабли.

## История
Головным кораблем был «Rudderow», спущенный на воду 14 октября 1943 года. Корабли имели паровые турбо-электрические двигатели General Electric. Строились на различных верфях в Соединенных Штатах, включая военно-морскую верфь Филадельфии и судостроительную компанию Дефо. По конструкции сходны с кораблями типа «Бакли», имея одинаковый корпус и оборудование. Основные различия состояли в том, что «Раддероу» был вооружён двумя 127-мм закрытыми орудиями и двумя спаренными 40-мм автоматами вместо трёх открытых 76-мм орудий, одного спаренного 40-мм автомата и одного счетверённого 28-мм автомата на «Бакли». Еще одним важным отличием является конфигурация мостика и лоцманской рубки, которые были  меньше по высоте. По этому признаку «Раддероу» аналогичен «Джону Батлеру», отличие этих двух кораблей состоит в размере и количестве иллюминаторов в штурманской кабине. «Раддероу» имел семь 16-дюймовых иллюминаторов,, «Джон Батлер» — девять 12-дюймовых, причем оба корабля имели по три иллюминатора, обращенных к носу. Корабли типа «Раддероу» также известны как TEV из-за их турбо-электрической двигательной установки и 5-дюймовых (V) пушек.
Последние 180 единиц серии были отменены к концу войны. После Второй мировой войны некоторые уцелевшие корабли этого типа были переданыв Тайвань, Южную Корею, Чили, Колумбию, Мексику и другие страны. Остальные оставались в резере ВМС США до тех пор, пока они не были списаны.
- Вид с мачты на носовые 127-мм и 40-мм орудия. Эсминец «Chaffee» (DE-230)
- Вид с мачты на кормовые 127-мм и 40-мм орудия, бомбосбрасыватели, бомбомёты, торпедные аппараты. Эсминец «Chaffee» (DE-230)

## Состав серии
| Название          | Номер  | Верфь                                            | Заложен    | Спущен     | В строю    | Списан     | Примечание                                                                            |
| ----------------- | ------ | ------------------------------------------------ | ---------- | ---------- | ---------- | ---------- | ------------------------------------------------------------------------------------- |
| Rudderow          | DE-224 | Philadelphia Navy Yard                           | 15.07.1943 | 14.10.1943 | 14.05.1944 | 15.01.1947 | Исключён 01.11.1969, продан для утилизации 10.1970                                    |
| Day               | DE-225 | Philadelphia Navy Yard                           | 15.07.1943 | 14.10.1943 | 10.06.1944 | 16.05.1946 | Исключён 30.06.1968, потоплен как мишень 1.03.1969                                    |
| Chaffee           | DE-230 | Charleston Navy Yard                             | 26.08.1943 | 27.11.1943 | 09.05.1944 | 15.04.1946 | Исключён 17.08.1946, продан для утилизации 1948                                       |
| Hodges            | DE-231 | Charleston Navy Yard                             | 09.09.1943 | 09.12.1943 | 27.05.1944 | 22.06.1946 | Исключён 01.12.1972, продан для утилизации 12.09.1973                                 |
| Riley             | DE-579 | Bethlehem-Hingham Shipyard                       | 20.10.1943 | 29.12.1943 | 13.03.1944 | 15.01.1947 | Исключён 25.01.1974, на Тайване под названием Tai Yuan с 1968, утилизирован в 1992 г. |
| Leslie L.B. Knox  | DE-580 | Bethlehem-Hingham Shipyard                       | 07.11.1943 | 08.01.1944 | 22.03.1944 | 15.06.1946 | Исключён 15.01.1972, продан для утилизации 13.06.1973                                 |
| McNulty           | DE-581 | Bethlehem-Hingham Shipyard                       | 17.11.1943 | 08.01.1944 | 31.03.1944 | 02.07.1946 | Исключён 01.03.1972, потоплен как мишень 16.11.1972                                   |
| Metivier          | DE-582 | Bethlehem-Hingham Shipyard                       | 24.11.1943 | 12.01.1944 | 07.04.1944 | 01.06.1946 | Исключён 30.06.1968, продан для утилизации 06.1969                                    |
| George A. Johnson | DE-583 | Bethlehem-Hingham Shipyard                       | 24.11.1943 | 12.01.1944 | 15.04.1944 | 09.1957    | Исключён 01.11.1965, продан для утилизации 19.09.1966                                 |
| Charles J. Kimmel | DE-584 | Bethlehem-Hingham Shipyard                       | 01.12.1943 | 15.01.1944 | 20.04.1944 | 15.01.1947 | Исключён 30.06.1968, потоплен как мишень 01.11.1969                                   |
| Daniel A. Joy     | DE-585 | Bethlehem-Hingham Shipyard                       | 01.12.1943 | 15.01.1944 | 28.04.1944 | 01.05.1965 | Исключён 01.05.1965, продан для утилизации 01.03.1966                                 |
| Lough             | DE-586 | Bethlehem-Hingham Shipyard                       | 08.12.1943 | 22.01.1944 | 02.05.1944 | 24.06.1946 | Исключён 01.11.1969, продан для утилизации 10.1970                                    |
| Thomas F. Nickel  | DE-587 | Bethlehem-Hingham Shipyard                       | 15.12.1943 | 22.01.1944 | 09.06.1944 | 26.02.1958 | Исключён 01.12.1972, продан для утилизации 09.06.1973                                 |
| Peiffer           | DE-588 | Bethlehem-Hingham Shipyard                       | 21.12.1943 | 26.01.1944 | 15.06.1944 | 01.06.1946 | Исключён 01.12.1966, потоплен как мишень 16.05.1967                                   |
| Tinsman           | DE-589 | Bethlehem-Hingham Shipyard                       | 21.12.1943 | 26.01.1944 | 26.06.1944 | 11.05.1946 | Исключён 01.11.1969, продан для утилизации 14.09.1973                                 |
| DeLong            | DE-684 | Bethlehem Steel Corporation, Fore River Shipyard | 19.10.1943 | 23.11.1943 | 31.12.1943 | 08.08.1969 | Исключён 08.08.1969, потоплен как мишень 19.02.1970                                   |
| Coates            | DE-685 | Bethlehem Steel Corporation, Fore River Shipyard | 08.11.1943 | 09.12.1943 | 24.01.1944 | 30.01.1970 | Исключён 30.01.1970, потоплен как мишень 19.09.1971                                   |
| Eugene E. Elmore  | DE-686 | Bethlehem Steel Corporation, Fore River Shipyard | 27.11.1943 | 23.12.1943 | 04.02.1944 | 31.05.1946 | Исключён 30.06.1968, продан для утилизации 06.1969                                    |
| Holt              | DE-706 | Defoe Shipbuilding Company, Bay City, Michigan   | 28.11.1943 | 15.02.1944 | 09.06.1944 | 02.07.1946 | Исключён 15.11.197, в Корее под названием Chung Nam с 06.1963, утилизирован 1984      |
| Jobb              | DE-707 | Defoe Shipbuilding Company, Bay City, Michigan   | 20.12.1943 | 04.03.1944 | 04.07.1944 | 13.05.1946 | Исключён 01.11.1969, продан для утилизации 10.1970                                    |
| Parle             | DE-708 | Defoe Shipbuilding Company, Bay City, Michigan   | 08.01.1944 | 25.03.1944 | 29.07.1944 | 01.07.1970 | Исключён 01.07.1970, потоплен как мишень, Флорида, 27.10.1970                         |

## Внешние ссылки
- На Викискладе есть медиафайлы по теме Эскортные миноносцы типа «Раддероу»

- NavSource Online - Rudderow-class destroyer escort Архивная копия от 17 августа 2021 на Wayback Machine
- Destroyer History.org - Rudderow-class destroyer escort Архивная копия от 19 июля 2019 на Wayback Machine
- http://www.desausa.org/ Архивная копия от 30 марта 2001 на Wayback Machine Destroyer Escort Sailors Association (DESA).
- http://www.ussslater.org/ Архивная копия от 19 февраля 2009 на Wayback Machine USS Slater, the Destroyer Escort Historical Museum.
- http://www.uboat.net/ Архивная копия от 16 мая 2021 на Wayback Machine
- Destroyers Online - List of Destroyer Escort classes